# ISO 3166-2:LU
ISO 3166-2:LU — стандарт Международной организации по стандартизации, который определяет геокоды. Является подмножеством стандарта ISO 3166-2, относящимся к Люксембургу. Стандарт охватывает 3 округа Люксембурга. Каждый геокод состоит из двух частей: кода Alpha2 по стандарту ISO 3166-1 для Люксембурга — LU и дополнительного кода, записанных через дефис. Дополнительный однобуквенный код образован аббревиатурой названия округа. Геокоды округов Люксембурга являются подмножеством кодов домена верхнего уровня — LU, присвоенного Люксембургу в соответствии со стандартами ISO 3166-1.

## Геокоды Люксембурга

Геокоды округов Люксембурга
по стандарту ISO 3166-2:LU

Геокоды 3 округов административно-территориального деления Люксембурга.
| Геокод | Административная единица | Статус |
| ------ | ------------------------ | ------ |
| LU-G   | Гревенмахер              | округ  |
| LU-D   | Дикирх                   | округ  |
| LU-L   | Люксембург               | округ  |

## Геокоды пограничных Люксембургу государств
- Бельгия — ISO 3166-2:BE (на севере и на западе),
- Германия — ISO 3166-2:DE (на востоке),
- Франция — ISO 3166-2:FR (на юге),